# 小和清水站
小和清水站（日语：／ Kowashōzu eki */?）是位於福井縣福井市小和清水町，屬於西日本旅客鐵道（JR西日本）越美北線（九頭龍線）的鐵路車站。

## 車站構造
本站為擁有單式月台1面1線的地上車站，自開業時已為無人車站。站內設有簡易月台與候車室，但沒有設置自動售票機。

## 历史
- 1960年12月15日：越美北線勝原站開業時設置。
- 1987年4月1日：國鐵分割民營化成為西日本旅客鐵道車站。
- 2004年7月18日：豪雨使越美北線全線運行停止。
- 2007年6月30日：最後、包括本站的一乘谷站 - 美山站間運行再開。

## 使用狀況
根據國土交通省「國土數值情報」，以下為1日平均上下車人次：
| 年度 | 1日平均 乘車人次 | 1日平均 乘車人次 |
| ---- | ---------------- | ---------------- |
| 2011 | 9                |                  |
| 2012 | 14               |                  |
| 2013 | 12               |                  |
| 2014 | 22               |                  |
| 2015 | 24               |                  |
| 2016 | 22               |                  |
| 2017 | 19               |                  |
| 2018 | 14               |                  |
| 2019 | 16               |                  |
| 2020 | 12               |                  |
| 2021 | 12               |                  |
| 2022 | 12               |                  |

## 車站周邊
- 正玄寺
- 國道158號

## 相鄰車站
西日本旅客鐵道
■九頭龍線（越美北線）
市波－小和清水－美山

## 外部連結
- 小和清水站（JR西日本） （页面存档备份，存于）